# Saxifraga magellanica
Saxifraga magellanica là một loài thực vật có hoa trong họ Saxifragaceae. Loài này được Poir. miêu tả khoa học đầu tiên năm 1805.